# Ole Bisp Rasmussen
Ole Bisp Rasmussen (født 18. juni 1996) er en dansk fodboldspiller, som lige nu ikke har nogen klub. Han har dog spillet hele sin professionelle karriere i den danske 1. divisions klub Vejle Boldklub, men fik ophævet sin kontrakt med klubben 30. januar 2017 på grund af en længerevarende skade. 